# Saint-Clair-de-la-Tour
Saint-Clair-de-la-Tour este o comună în departamentul Isère din sud-estul Franței. În 2009 avea o populație de 3.346 de locuitori.

## Evoluția populației
| An        | 1975  | 1982  | 1990  | 1999  | 2006  | 2009  |
| --------- | ----- | ----- | ----- | ----- | ----- | ----- |
| Populație | 2.244 | 2.758 | 2.565 | 2.677 | 3.065 | 3.346 |